# مانويل مورينو
مانويل مورينو (بالإسبانية: Manuel Moreno)‏ هو دبلوماسي وسياسي أرجنتيني، ولد في 1781 في بوينس آيرس في الأرجنتين، وتوفي بنفس المكان في 1857.